# Déforestation au Népal

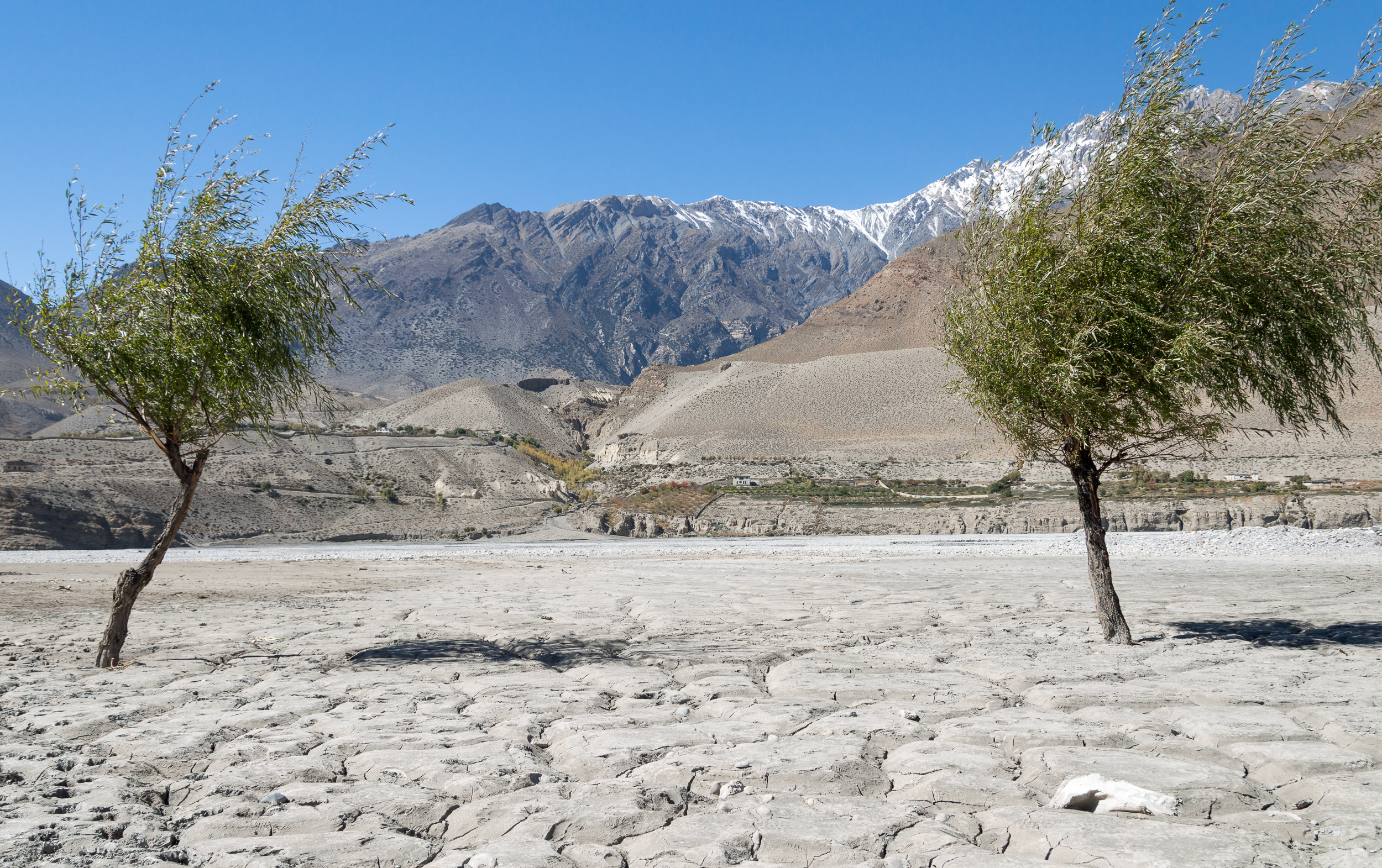
Arbres dans la vallée de Kali-Gandaki au Nepal.

La déforestation au Népal a depuis longtemps été considéré comme un problème sérieux, affectant de façon importante les conditions de vie des populations pauvres. Elle est fortement conditionnée par la forte demande en bois de l'Inde voisine, qui elle a adopté des mesures de protection de ses propres forêts.

## Description
En 2005, 24,9 % du Népal est couvert par des forêts. Sur ce total 9,6 % sont classés comme forêt primaire. La diminution du couvert forestier est estimée à 1,9 % par an dans les années 1990.

## Causes

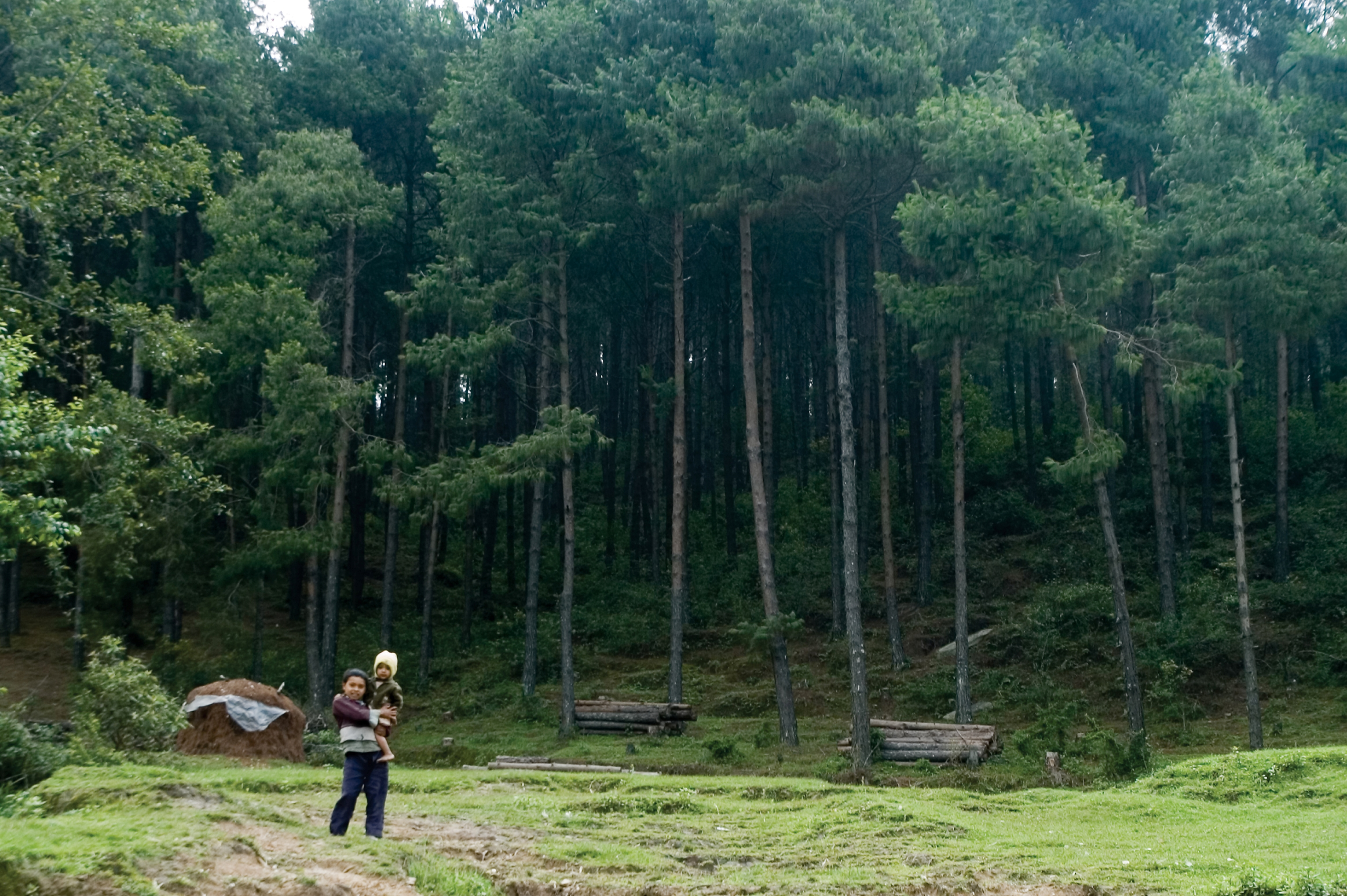
Coupes en forêt au Népal.

Les causes de la déforestation au Népal sont multiples: l'expansion de l'agriculture, l'augmentation de la demande régionale de bois de construction, et la dépendance à l'égard du bois de chauffage en tant que principale source d'énergie domestique. Le trekking et le développement du tourisme sont également cités comme des éléments aggravants.

## Conséquences
Les impacts de la déforestation se font sentir sur l'érosion de la biodiversité. Le Népal compte 26 espèces de mammifères, 9 d'oiseaux et 3 de reptiles considérées comme vulnérables ou menacées. Le gouvernement du Népal a mis en place quatre sortes d'aires protégées: des parcs nationaux, des réserves de vie sauvage, des aires de conservation et des zones tampons.
La déforestation a aussi des impacts économiques majeurs, l'agriculture et l'exploitation de la forêt employant 80 % de la population. La productivité de la forêt diminue et les risques de dégradation des sols augmentent. Dans le district de Doti qui est typique de l'ouest du pays, la mousson de 1983 a provoqué de gros dommages sur les terres ayant perdu leur couverture forestière, et tous les ans l'histoire se répète dans les montagnes.